# Березняговский сельсовет (Липецкая область)
Березняговский сельсове́т — сельское поселение в Усманском районе Липецкой области. 
Административный центр — село Березняговка.

## История
В соответствии с законами Липецкой области №114-оз от 02.07.2004 и №126-оз от 23.09.2004 сельсовет наделён статусом сельского поселения, установлены границы муниципального образования.

## Население
| 2010 | 2012 | 2013 | 2014 | 2015 | 2016 | 2017 |
| ---- | ---- | ---- | ---- | ---- | ---- | ---- |
| 680  | ↘657 | ↘636 | ↘619 | ↗620 | ↘611 | ↗619 |
| 2018 | 2021 |      |      |      |      |      |
| ↘615 | ↘606 |      |      |      |      |      |

## Состав сельского поселения
| № | Населённый пункт | Тип населённого пункта       | Население |
| - | ---------------- | ---------------------------- | --------- |
| 1 | Березняговка     | село, административный центр | →675      |
| 2 | Озерки           | деревня                      | →5        |